# Domus Medica (vereniging)
Domus Medica is een Belgische vereniging zonder winstoogmerk opgericht op 14 januari 2006. Dit is gepubliceerd in het Belgisch Staatsblad.

## Doel
De Vereniging heeft tot doel, op transparante, democratische wijze en in open dialoog met de huisartsen:
- de belangen van de huisarts, individueel en als groep, alsook van de huisartsenkringen te behartigen en deze te vertegenwoordigen en te ondersteunen op wetenschappelijk, organisatorisch en syndicaal vlak, en dit in de ruimste zin,
- de ontwikkeling van de huisartsengeneeskunde, zowel wetenschappelijk als maatschappelijk, te bevorderen, te ondersteunen en te promoten, en dit in de ruimste zin,
- actief deel te nemen aan het maatschappelijk debat omtrent de ontwikkeling en realisatie van de gezondheidszorg en het algemeen zorgbeleid.

## Missie
Domus Medica vzw behartigt de belangen van de huisartsen en de huisartsenkringen in Brussel en Vlaanderen op wetenschappelijk, maatschappelijk en syndicaal vlak via democratische besluitvorming en wetenschappelijke onderbouw en bevordert de ontwikkeling en realisatie van een goede patiëntgerichte gezondheidszorg en zorgbeleid.

## Geschiedenis
Domus Medica ontstond in 2006 uit een samengaan van de Wetenschappelijke Vereniging van Vlaamse Huisartsen (WVVH), de Unie van Huisartsenkringen (UHAK) en het Vlaams Huisartsen NavormingsInstituut (VHNI).